# Emma Becker
Emma Becker, civilt namn Durand född 14 december 1988 i Fresnes, är en fransk författare. Hon skriver berättelser som kombinerar autofiktion, roman och självbiografi. Hennes bok La Maison (2019), runt två dryga års erfarenhet som sexarbetare på bordeller i Berlin, har fått stor uppmärksamhet.
Författarnamnet Becker kommer från Pannebecker, vilket är ett släktnamn.

## Biografi

### Uppväxt och debutbok
Becker växte upp i ett medelklasshem i Île-de-France, med fransk-tysk släktbakgrund. Hennes far var entreprenör och hennes mor psykolog; 2001 skilde sig hennes föräldrar. Becker har två systrar, Louise och Alice.
Becker gick i ett katolskt gymnasium, lycée Montalembert, och tog 2006 studentexamen. Därefter studerade hon litteratur vid Sorbonne Nouvelle.
2011 publicerades hennes första bok, en erotisk roman med titeln Mr. Den baserades på egna erfarenheter och handlar om förhållandet mellan en ung student och en äldre gift man. Boken har översatts till 14 olika språk.

### Åren i Berlin
Efter ett misslyckat förhållande flyttade Becker 2013 från Paris till Berlin, där en släkting bodde. Hon arbetade på sin andra bok, Alice, och födde 2016 en son i en relation med en nyzeeländare hon mött i staden. Alice (utgiven 2015) handlar om svårigheten att dra sig ur en "förkvävande" kärleksrelation, med föräldrar som vill vara del av relationen. Samtidigt analyserade Becker i boken sin egen relation till män, via erfarenheten från en komplicerad relation med 20 år äldre älskare.
Under sina åtta år i Berlin (2013–2021) ägnade hon 2 ½ år – 2014–2016 – som sexarbetare på bordeller i staden. Hon intresserade sig för erfarenheten av att prostituera sig, efter ett samtal på Danziger Strasse med en gammal vän. Det ledde till ett beslut att förverkliga denna tanke, enligt henne själv baserat på nyfikenhet. Denna del av hennes yrkesliv inleddes på bordellen Manège, varefter hon installerade sig bland de sextiotalet sexarbetarna på La Maison (där hon själv säger att en fjärdedel var sjuksköterskor som drygade ut sina inkomster). 2016 avslutades Beckers erfarenheter på bordellen, där hon verkade under pseudonymen "Justine", efter att den stängt. I Tyskland är bordellverksamhet fullt lagligt, till skillnad mot i Frankrike där koppleri är olagligt och landet sedan 2016 kriminaliserat sexköp via en lag inspirerad av den svenska sexköpslagen.
Erfarenheterna från bordellerna låg sedan till grund för autofiktionsromanen La Maison, som publicerades 2019 och väckte stor uppmärksamhet. Den sålde i 40 000 exemplar på fyra månader och fick emotta ett antal franska litterära priser. Boken fick både positiv och negativ kritik, bland annat för att "glamourisera och banalisera" prostitution. Själv menar Becker att kritiken är orättvis och att sexarbete verkligen fungerar som ett arbete, om än inte ett arbete "som alla andra". 2022 filmatiserades boken i regi av Anissa Bonnefont och med Ana Girardot i huvudrollen som "Emma".
Parallellt med sexarbetet och det senare skrivandet av boken arbetade Becker inom restaurangbranschen. Hon arbetade som servitris på ett kafé i stadsdelen Mitte. Under dessa år skrev hon även en del artiklar till franska tidningar som Le Nouvel Obs och Le Point.

### Tillbaka till Frankrike
2021 flyttade Becker till södra Frankrike, gifte sig och födde en andra son. Födelsen av hennes första son ledde året därpå till utgivningen av Beckers fjärde roman L'Inconduite. Boken kretsar kring sex, hennes olika kärleksrelationer och separationen från fadern till hennes första barn. Även denna gång var mottagandet hos de litterära kritikerna blandat.
2023 blev Becker en av kolumnisterna anslutna till mediekoncernen Centre France. Samma år publicerades hennes femte roman, Odile l'été, på förlaget Julliard. Boken, en historia om två väninnor från barndomen som tillsammans upptäcker sexualiteten, skrevs på beställning av Julliards förläggare Vanessa Springora.
I augusti 2024 kom Beckers sjätte roman Le Mal joli ('Den gulliga ondskan'). I boken berättas historien om relationen mellan författarens alter ego och en annan författare, och där hon under tre årstider måste jämka mellan sina båda roller som älskarinna och mor. 2024 hade Becker inlett en relation med författaren och journalisten Nicolas d'Estienne d'Orves, något som gav inspiration till romanen.